# Parque eólico Jorge Romanutti

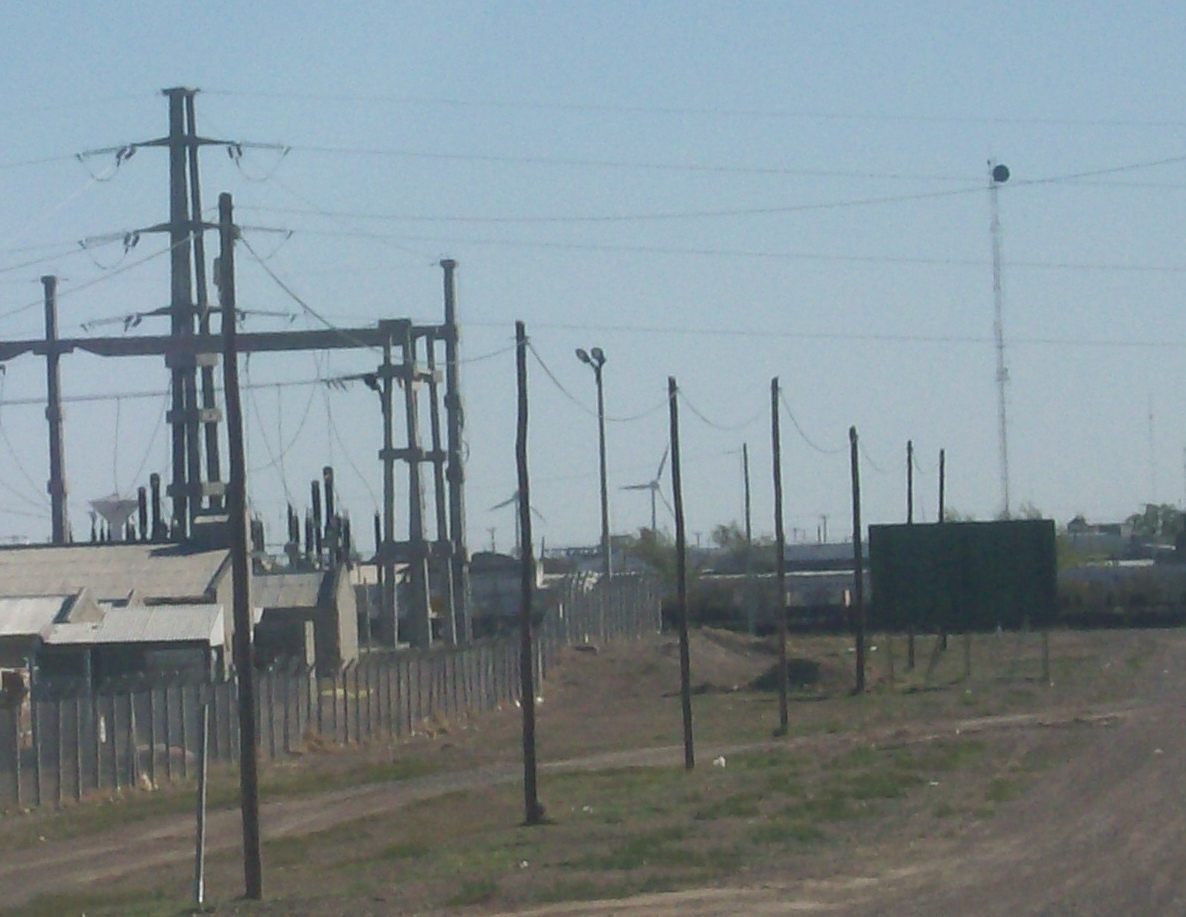
Aerogeneradores vistos desde PCR

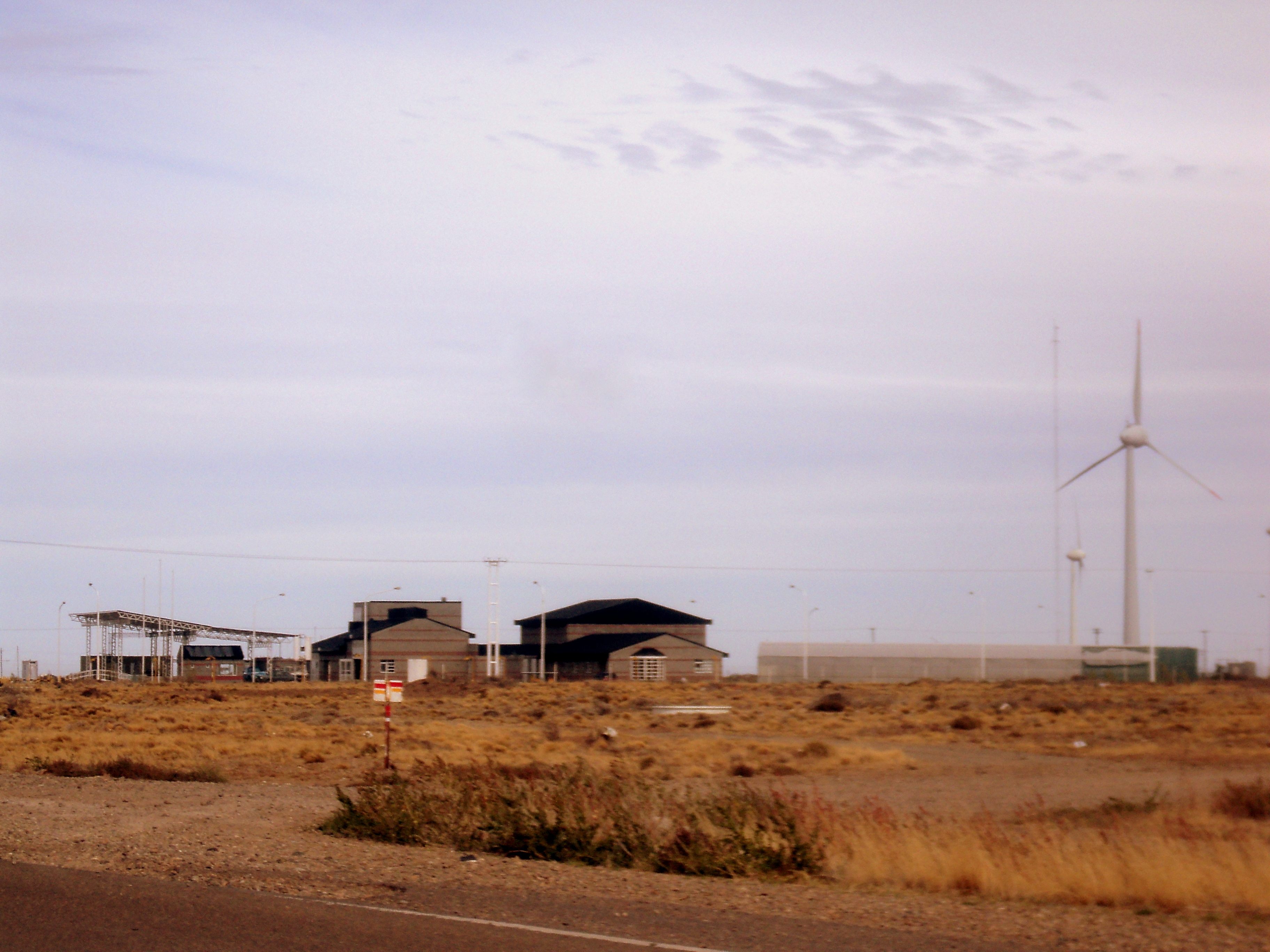
Plata experimental junto al parque eólico

El Parque eólico Jorge Romanutti es un parque eólico argentino ubicado en el sector sudeste de la ciudad de Pico Truncado, a un costado de la Avda. de Circunvalación San Juan Bosco o Ruta Provincial Complementaria N.º 43. Es uno de los 12 parques eólicos reconocidos por el estado Argentino.

## Localización
Se localiza en las siguientes  coordenadas, se utilizó el sistema geodésico WGS84.
- Latitud:  -46° 48' 25.1"
- Longitud: -67° 58' 51.9"

## Generalidades
El parque eólico tiene como nombre Jorge Romanutti, situado en Santa Cruz, Argentina. El viento promedio anual es de 10,3 m/s; siendo uno de los parques del país con más promedio registrado.

## Descripción
El Parque Eólico de Pico Truncado "Jorge Romanutti" quedó inaugurado el 8 de mayo de 1995, obra emprendida en conjunto con el Gobierno Provincial y Municipal, a través del convenio multilateral con La República Federal de Alemania.
Fue reinaugurado el 5 de marzo de 2001, tras las gestiones encaradas por la intendencia truncadense con las autoridades de la Embajada alemana. El parque eólico con las dos máquinas instaladas por la firma Enercon de Alemania a través de su subsidiaria Wobben Windpower de Brasil hoy generan 1,2 megavoltios.
Este es uno de los proyectos más grandes de Latinoamérica, mediante la instalación de 10 aerogeneradores marca VENTIS, modelo 20-100, de 100 kW de capacidad cada uno, montados sobre torres de acero tubular, tronco cónico de 30 m de altura con tecnología de punta original de Alemania, con una generación de 1 MW libre de polución, por el aprovechamiento de los fuertes vientos de la zona.
Los estudios previos determinaron la viabilidad del proyecto y así los diez aerogeneradores de 30 m de altura provistos de rotor con dos palas de 20 m de diámetro quedaron instalados y la energía generada se volcó al sistema interconectado regional.
Pese a la potencia de generación se trata de un proyecto piloto. El sistema no requiere, virtualmente, de mantenimiento, la inversión lo hace económicamente rentable y se produce energía libre de polución.
Desde el año su instalación: 1995 hasta octubre de 1997, la energía generada fue de 4.500.068 kWh.

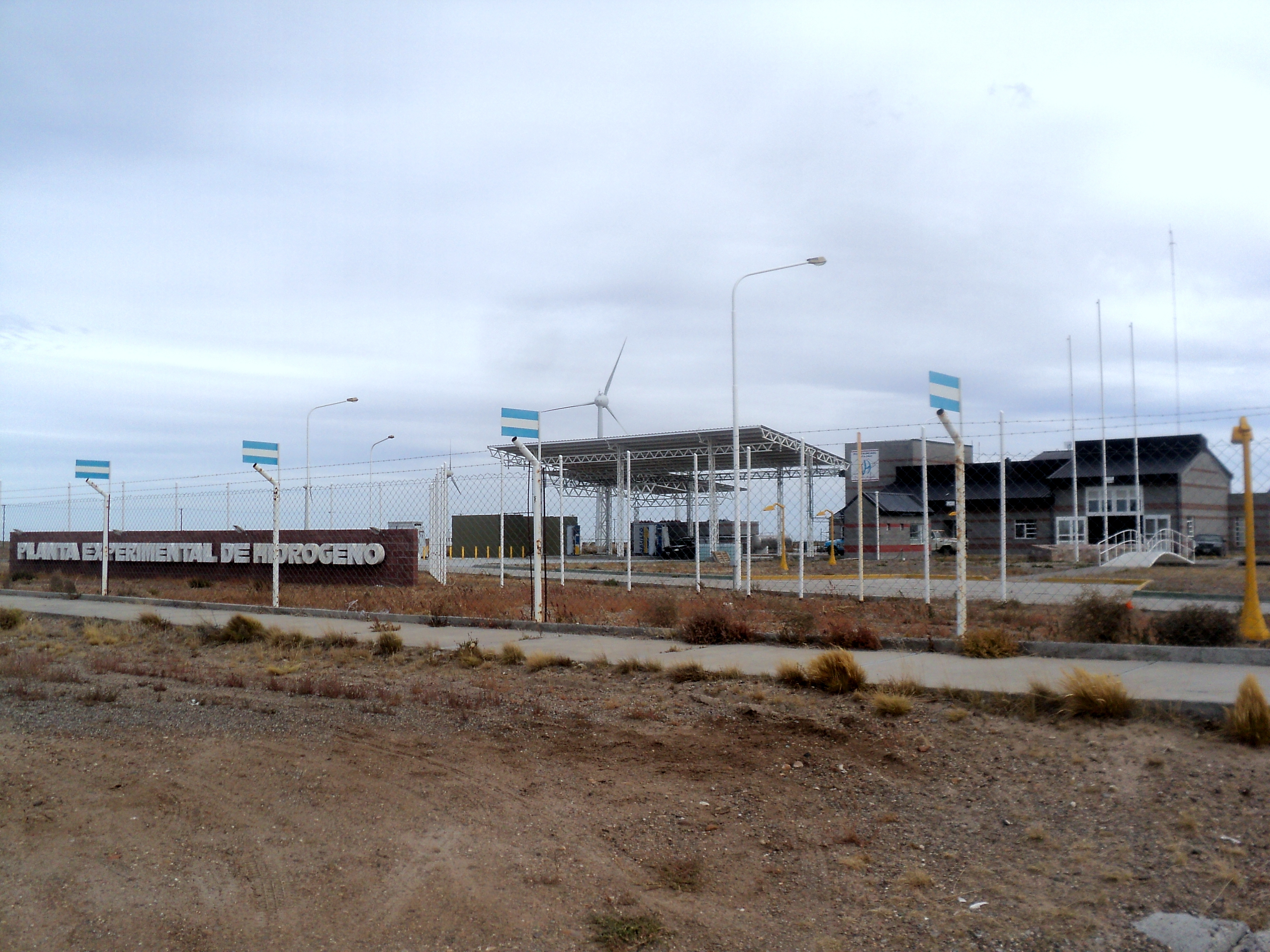
Vista de la planta experimental de hidrógeno